# Nörting
Nörting ist ein Gemeindeteil der Gemeinde Kirchdorf an der Amper im Landkreis Freising in Bayern. Der Ort liegt im Ampertal nordwestlich von Freising.

## Geographie
Nörting liegt ca. 1 Kilometer westlich von Kirchdorf an der Amper an der Staatsstraße 2054. Es ist eine von 15 Ortschaften, welche die Gemeinde Kirchdorf an der Amper bilden. Die Tendenz der Besiedlung steigt aufgrund der räumlichen Nähe zum Flughafen München und zur Stadt Freising an. Durch die Lage am Ampertal liegt der Ort in einem der größten zusammenhängenden Landschaftsschutzgebiete des Landkreises Freising.

## Geschichte
Nörting bestand wohl schon zu römischer Zeit. Erstmals wird Nörting in einer bischöflichen Urkunde vom 1. Oktober 788 als Neritinga erwähnt. Nörting hatte schon in frühester Zeit eine Pfarrkirche, die während der Ungarneinfälle (907–955) niedergebrannt wurde. Der erstgenannte Hofmarksherr von Nörting, wozu auch Aufham gehörte, ist Chunrat von Nertting im Jahr 1326. 1584 kam die Hofmark, die zwischenzeitlich mit der Herrschaft Wolnzach vereinigt worden war, an die Freiherren von Elsenheim. 1632, im Dreißigjährigen Krieg, wurde die Kirche in Nörting erneut ein Raub der Flammen, jedoch danach wieder aufgebaut.  Nach Aussterben der Elsenheimer kam das Pflegegericht wieder unter kurfürstlich-bayerische Verwaltung, bis es 1804 aufgehoben wurde. Nörting wurde mit der Gemeindegründung durch das Gemeindeedikt von 1818 Teil der politischen Gemeinde Kirchdorf an der Amper. In der Nacht vom dritten auf vierten Juni 1830 brannte mit der Ortschaft die damaligen Filialkirche ganz aufgrund von Brandstiftung ab. 1835 wurde die Kirche im modernen Stil neu aufgebaut und am 12. Juli 1835 wieder geweiht. Ein Gesuch vom Jahre 1842 zwecks Bildung einer eigenen politischen Gemeinde, wies das zuständige Landgericht Moosburg zurück. In den Jahren 1919/1920 war Nörting eines der ersten Dörfer in der Umgebung, die an die Stromversorgung angeschlossen wurden. Erst 1976 beschloss der Gemeinderat Kirchdorf, dass Nörting Straßennamen erhält.

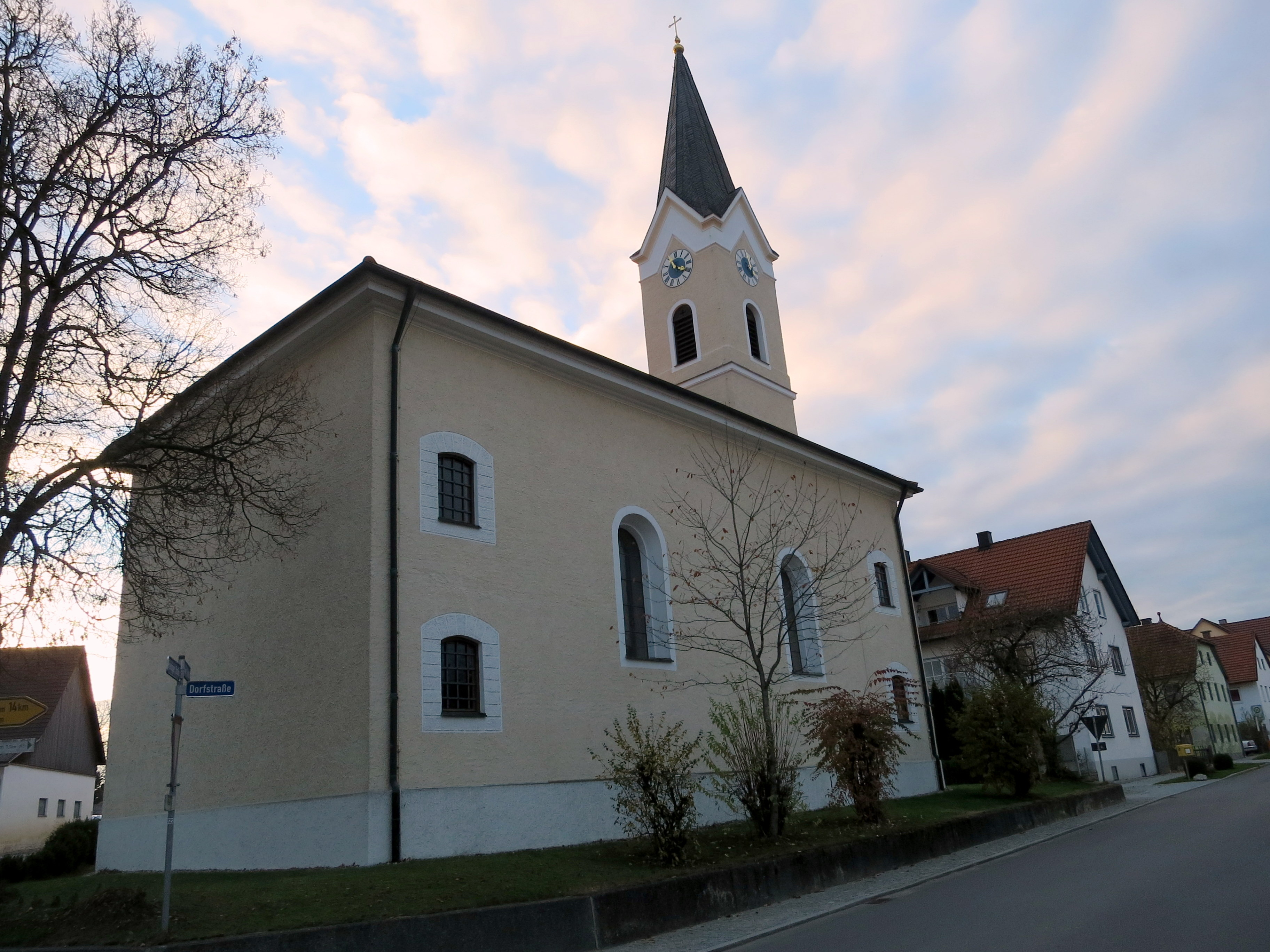
Kirche St. Katherina

## Bau- und Bodendenkmäler
- Filialkirche St. Katherina
- Untertägige mittelalterliche und frühneuzeitliche Befunde im Bereich der Kath. Filialkirche St. Katharina in Nörting und ihrer Vorgängerbauten